# Гушчарка (Бугро)
Гушчарка или Девојка са гускама (фр. La Gardeuse d'oies; енгл. The Goose Girl) је слика француског сликара академизма Вилијама Адолфа Бугроа. Слика је настала 1891. године у сликарској техници уље на платну. Гушчарка је једна од многобројних дела на којима Бугро приказује лепоту младих сељанки. 
Гушчарка или Девојка са гускама део је сталне колекције Музеја уметности Херберт Ф. Џонсонс при Универзитету Корнел.

## Опис
На платну величине 152,4 × 73,66 cm, у првом плану приказана је млада девојка у пуној величини, окренута удесно, лицем оријентисаног према гледаоцу, благо нагнута и насмејана. На себи има плаву сукњу, шал преко рамена и белу кошуљу са кратким или засуканим рукавима. Босонога девојка стоји на земљаној стази а иза ње се са обе стране налази јато гусака. У позадини доминирају тонови зелене боје којим су насликани зеленило (трава, лишће). Девојка држи штап у руци што указује на њену улогу гушчарке.